# Visión de La Storta

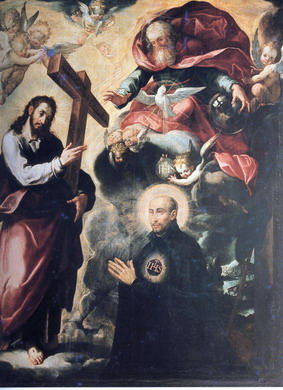
La Visión de la Storta en un óleo atribuido a Alonso Vázquez.

La visión en La Storza fue un episodio de la vida de San Ignacio de Loyola, en el que Dios Padre y Dios Hijo le mostraron su apoyo en el proceso de fundación de la Compañía de Jesús.

## Historia

### Antecedentes
Durante su etapa de estudios en París, Ignacio de Loyola junto con seis compañeros había emitido votos de pobreza, castidad y peregrinación a Jerusalén el 15 de agosto de 1534. De acuerdo con esto se reunieron en Venecia para poder pasar a Jerusalén. Además el 24 de junio de 1537, en la ciudad véneta, Ignacio de Loyola había sido ordenado sacerdote. Durante esta etapa veneciana los siete compañeros conocieron la recién fundada orden de los teatinos, liderada por San Cayetano de Thiene. Esta orden tuvo como origen la Compagnia del Divino Amore, que podría haber inspirado el nombre que adoptarían Ignacio y sus compañeros posteriormente.

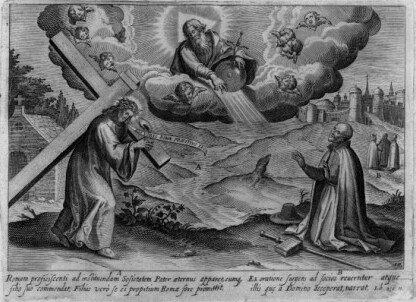
En un grabado de Jean LeClerc (1612)

Al encontrarse la Cristiandad en guerra contra el Imperio otomano no pudieron pasar a Jerusalén. Como consecuencia de esto, Ignacio partió con dos compañeros a Roma para ponerse a disposición del Papa, Paulo III. Antes de separarse, los siete decidieron tomar nombre, eligiendo por unanimidad el de Compañía del Nombre de Jesús (pronto Compañía de Jesús).

### Desarrollo
El viaje a Roma lo realizó Ignacio a pie, junto a Pedro Fabro y Diego Laínez. Ya en la ciudad de Vicenza había comenzado San Ignacio a recibir visiones espirituales. San Ignacio no había celebrado aún su primera misa y se encontraba en preparación para ello. Durante las veces que comulgaba en el viaje, diariamente, y de manos de Fabro o Laínez, sintió que Dios Padre le imprimía en el corazón las palabras:  Ego vobis Romae propitious ero ("Yo os seré propicio en Roma").  
Al llegar a unos 14 kilómetros de Roma, se encontraba la aldea de La Storta, por donde pasaba la Vía Flaminia. En esta ciudad pararon a descansar los tres peregrinos, entrando a orar en una pequeña capilla. En ese momento Ignacio tuvo una visión en que se le apareció Dios Padre, acompañado de su Hijo, en la forma de Cristo con la Cruz a cuestas. El Padre, dirigiéndose a su Hijo, le dijo: "Quiero que tomes a este por servidor tuyo". Posteriormente, el Hijo se dirigió a Ignacio de Loyola para decirle: "Quiero que tú nos sirvas".
La visión fue descrita por fuentes muy cercanas al momento en que se produjo: el propio Ignacio de Loyola, su compañero Diego Laínez presente en el viaje; Juan Alfonso de Polanco, secretario de Ignacio; Jerónimo Nadal, Pedro Canisio o Pedro de Ribadeneira.     
Esta visión es considerada como parte central de la vida de san Ignacio de Loyola, así como de los momentos fundacionales de la Compañía de Jesús. Además ha sido señalada como uno de los puntos fundamentales de la santidad de Ignacio de Loyola tras su muerte.

## Representaciones en el arte

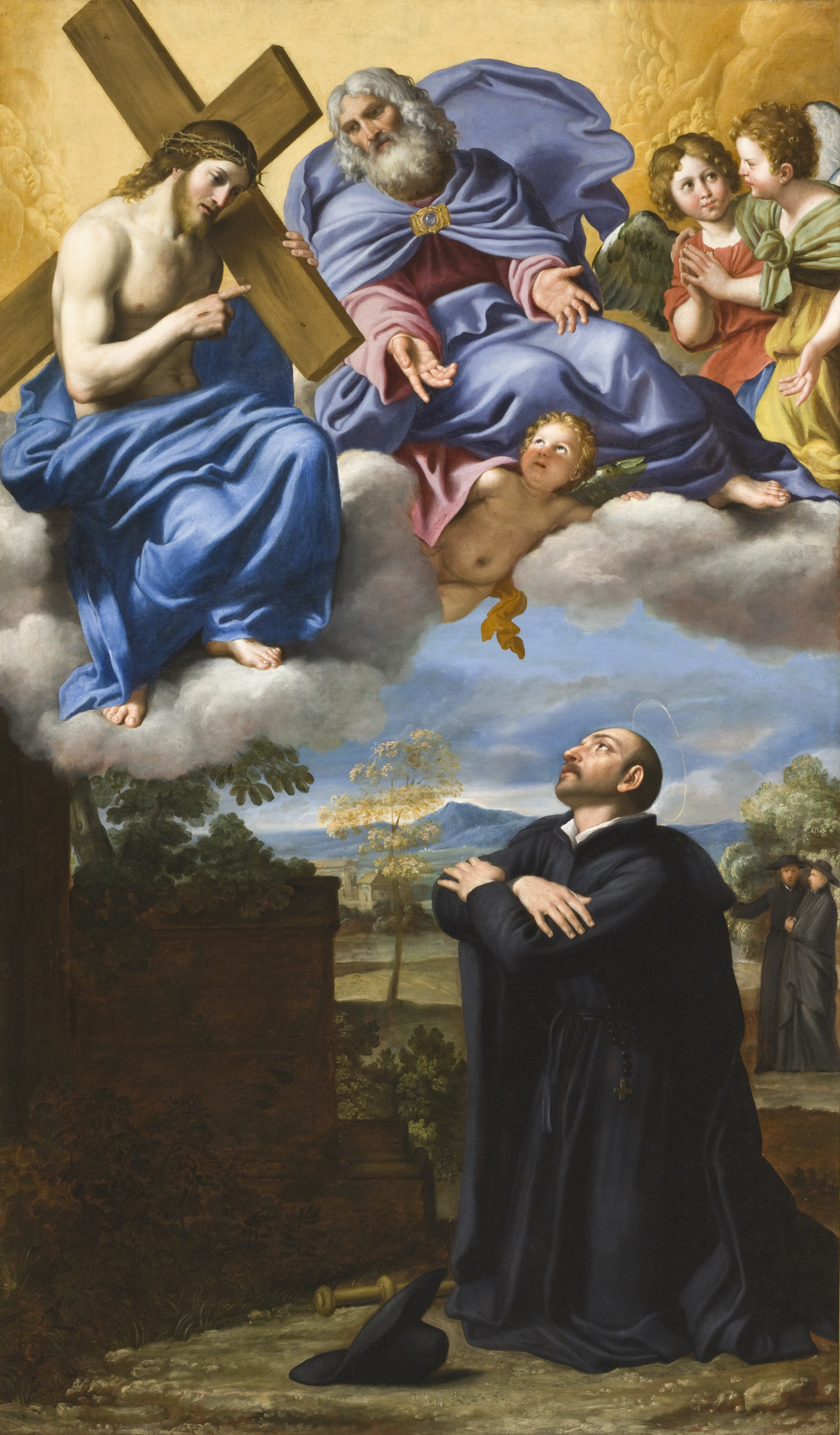
Representación de la Visión por Domenico Zampieri (c. 1622)

Desde finales del siglo XVI comenzó a representarse en el arte la Visión de La Storta. La primera representación se encuentra en un grabado de Hieronymus Wierix hacia 1595. Posteriormente, a principios del siglo XVII se incluyó el  episodio en dos series de grabados:
- la publicada en Roma en 1609, realizada por Jan Baptist Barbé,  a partir de dibujos de Rubens, por encargo del general de los Jesuitas, Claudio Acquaviva;
- la publicada en Amberes en 1610 por Cornelis Galle I, como parte de la vida de Ignacio escrita por Ribadeneira.

Posteriormente se han realizado multitud de representaciones del episodio en diversos soportes, desde pinturas hasta esculturas, pasando por pinturas al fresco. Entre las más representativas se encuentra el fresco que preside la capilla mayor de la iglesia de San Ignacio de Roma, obra del jesuita Andrea Pozzo, coronado por un óvalo que cuenta con la leyenda Ego vobis Romae propitious ero en letras de oro. Además el altar que preside la capilla que alberga los restos del santo en la iglesia principal de la Compañía, Il Gesú, en Roma, está presidida por un óleo (atribuido a Pozzo) en que se muestra a Cristo entregando su bandera a Ignacio, esta iconografía se ha conectado con la Visión de La Storta y la vocación cristocéntrica de la Compañía de Jesús.
La Visión de La Storta se convirtió en uno de temas principales no solo de la iconografía de San Ignacio de Loyola, sino de la propia de la Compañía de Jesús.

### Individuales
1. ↑  Fleming, Alison C (2012). «St Ignatius of Loyola’s “Vision at La Storta” and the Foundation of the Society of Jesus». Foundation, Dedication and Consecration in Early Modern Europe (en inglés): 225-249. Consultado el 1 de agosto de 2022.
2. ↑  De Dalmases Jordana, 1979, p. 131.
3. ↑  Mateo, Rogelio García; Sánchez, Javier Burrieza (2020). ««Yo te seré propicio en Roma» Ignacio de Loyola, la santidad y la construcción del santo». Anuario de historia de la Iglesia (29): 159-194. ISSN 1133-0104. Consultado el 1 de agosto de 2022.